# Hvalfjarðarsveit
Hvalfjarðarsveit (kiejtése: ˈkʰvalˌfjarðarˌsveiːt) önkormányzat Izland Nyugati régiójában, amely 2006-ban jött létre Hvalfjarðarstrandarhrepps, Innri-Akraneshrepps, Leirár- og Melahrepps és Skilmannahrepps egyesülésével.

## Gazdaság
Grunartangi jelentős szerepet tölt be az ország nehéziparában. A térség kikötője 1978-ban nyílt meg.
Az Elkem által működtetett ferroszilícium-gyár a világ második legnagyobbika. A Norðurál alumíniumgyára 1998 óta üzemel, a Silicor Materials pedig kristályosszilícium-feldolgozó megnyitását tervezi.
A kén-dioxid- és fluorszennyezés állandó közbeszéd tárgya.

## Fordítás
- Ez a szócikk részben vagy egészben  a   Hvalfjarðarsveit című izlandi Wikipédia-szócikk ezen változatának fordításán alapul.  Az eredeti cikk szerkesztőit annak laptörténete sorolja fel. Ez a jelzés csupán a megfogalmazás eredetét és a szerzői jogokat jelzi, nem szolgál a cikkben szereplő információk forrásmegjelöléseként.
- Ez a szócikk részben vagy egészben  a   Hvalfjarðarsveit című angol Wikipédia-szócikk ezen változatának fordításán alapul.  Az eredeti cikk szerkesztőit annak laptörténete sorolja fel. Ez a jelzés csupán a megfogalmazás eredetét és a szerzői jogokat jelzi, nem szolgál a cikkben szereplő információk forrásmegjelöléseként.